# Ligue des champions masculine de l'EHF 2024-2025
Navigation
2023-2024 2025-2026
La saison 2024-2025 de la Ligue des champions masculine de l'EHF est la 65e édition de la compétition, anciennement Coupe d'Europe des clubs champions. Organisée par l'EHF, elle met aux prises 16 équipes européennes.
Le club espagnol du FC Barcelone est le tenant du titre mais est éliminé en demi-finale par le club allemand du SC Magdebourg qui remporte son cinquième titre en battant en finale le Füchse Berlin. Le HBC Nantes termine troisième.

## Présentation

### Modalités
La formule est identique à celle des saisons précédentes. La compétition commence par une phase de groupes où les équipes sont réparties en deux groupes de huit équipes. Les matchs sont joués dans un système de championnat avec des matchs à domicile et à l'extérieur. Les six meilleures équipes de chaque groupe se qualifient pour la suite de la compétition : les équipes classées du 3e au 6e rang jouent les barrages et les vainqueurs et deuxièmes de groupe accèdent directement aux quarts de finale.
La phase à élimination directe comprend quatre tours : les barrages, les quarts de finale et une finale à quatre comprenant deux demi-finales et la finale. En barrages, le 3e d'un groupe affronte le 6e de l'autre groupe en matchs aller-retour et 4es et 5es en font de même, le mieux classé des deux lors de la phase de poule ayant le privilège de jouer le match retour à domicile. Les quatre vainqueurs de ces barrages rejoignent en quarts de finale les vainqueurs et deuxièmes de groupe suivant le tableau prédéfini. Pour la finale à quatre, un tirage au sort détermine les oppositions en demi-finales.

### Qualifiés
Les neuf premiers championnats au classement EHF octroient une place en Ligue des champions à leur vainqueur. De plus, le championnat qui obtient le meilleur résultat en Ligue européenne sur les trois années précédentes obtient une place supplémentaire (notée LE dans le tableau ci-dessous).
Ainsi, conformément au coefficient EHF établi pour la saison 2024-2025, les neuf équipes suivantes sont qualifiées
 :
| Rang | Pays        | Équipe                         | Statut                              |
| ---- | ----------- | ------------------------------ | ----------------------------------- |
| 1    | Espagne     | FC Barcelone                   | Champion d'Espagne 2023-2024        |
| 2    | Allemagne   | SC Magdebourg                  | Champion d'Allemagne 2023-2024      |
| 3    | Pologne     | Wisła Płock                    | Champion de Pologne 2023-2024       |
| 4    | France      | Paris Saint-Germain            | Champion de France 2023-2024        |
| 5    | Danemark    | GOG Håndbold                   | Champion du Danemark 2023-2024      |
| 6    | Hongrie     | Veszprém KSE                   | Champion de Hongrie 2023-2024       |
| 7    | Biélorussie | Suspendue jusqu'à nouvel ordre | Suspendue jusqu'à nouvel ordre      |
| 8    | Portugal    | Sporting Portugal              | Champion du Portugal 2023-2024      |
| 9    | Norvège     | Kolstad Håndball               | Champion de Norvège 2023-2024       |
| LE   | Allemagne   | Füchse Berlin                  | Vice-champion d'Allemagne 2023-2024 |

### Équipes ayant sollicité une invitation
Parallèlement aux clubs directement qualifiés, sept places sont attribuées par l'EHF sur dossier (Wild-Card) en fonction de plusieurs critères :
- qualité de la salle (capacité, qualité du terrain, commodités pour les supporters et les médias, loges VIP...) ;
- contrats de diffusion TV des pays concernés ;
- spectateurs (nombre, ambiance...) ;
- performances dans les compétitions européennes dans le passé ;
- product management et digital.

Hormis l'Allemagne qui compte un deuxième qualifié automatique en vertu de ses performances en Ligue européenne, les fédérations peuvent demander un surclassement (« upgrade ») pour une équipe qualifiée en Ligue européenne.
Le 13 juin, la Fédération européenne de handball dévoile les douze équipes candidates à une invitation puis le mardi 20 juin, elle publie la liste des six clubs retenus :
| Rang  | Pays              | Équipe               | Statut                              | Décision   |
| ----- | ----------------- | -------------------- | ----------------------------------- | ---------- |
| 1     | Espagne           | CD Bidasoa Irun      | Vice-champion d'Espagne 2023-2024   | Non retenu |
| 3     | Pologne           | KS Kielce            | Vice-champion de Pologne 2023-2024  | Retenu     |
| 4     | France            | HBC Nantes           | Vice-champion de France 2023-2024   | Retenu     |
| 5     | Danemark          | Fredericia HK        | Vice-champion du Danemark 2023-2024 | Retenu     |
| 6     | Hongrie           | SC Pick Szeged       | Vice-champion de Hongrie 2023-2024  | Retenu     |
| 8     | Portugal          | FC Porto             | Vice-champion du Portugal 2023-2024 | Non retenu |
| 9     | Norvège           | Elverum Håndball     | Vice-champion de Norvège 2023-2024  | Non retenu |
| 11    | Roumanie          | Dinamo Bucarest      | Champion de Roumanie                | Retenu     |
| 13    | Macédoine du Nord | Eurofarm Pelister    | Champion de Macédoine du Nord       | Retenu     |
| 14    | Croatie           | RK Zagreb            | Champion de Croatie                 | Retenu     |
| 15-20 | Slovaquie         | HT Tatran Prešov     | Champion de Slovaquie               | Non retenu |
| 15-20 | Suisse            | Kadetten Schaffhouse | Champion de Suisse                  | Non retenu |

Remarque : pour plus de détails sur le statut de chaque championnat et les équipes désignées, voir 2024 en handball#Championnats européens.
Les équipes non retenues participent à la Ligue européenne à laquelle elles étaient qualifiées.

### Calendrier
| Nom              | Dates                               | Nombre de participants |
| ---------------- | ----------------------------------- | ---------------------- |
| Phase de groupes | du 15 septembre 2024 au 6 mars 2025 | 16                     |
| Barrages         | du 26 mars au 3 avril 2025          | 8                      |
| Quarts de finale | du 23 avril au 1er mai 2025         | 8                      |
| Finale à quatre  | 14 et 15 juin 2025                  | 4                      |

## Phase de groupes
Les équipes terminant premières ou deuxièmes de leur poule sont directement qualifiées pour les quarts de finale, les équipes classées de la 3e à la 6e place sont qualifiées pour les barrages et les équipes finissant aux 7e et 8e places sont directement éliminées.

### Tirage au sort
Le tirage au sort est effectué le 27 juin 2024. 

### Groupe A
| Rang | Équipe              | Pts | J  | G  | N | P  | Bp  | Bc  | Diff | Qualification |  | VES   | SPO   | BER   | PAR   | BUC   | PLO   | PEL   | FRE   |
| ---- | ------------------- | --- | -- | -- | - | -- | --- | --- | ---- | ------------- |  | ----- | ----- | ----- | ----- | ----- | ----- | ----- | ----- |
| 1    | Veszprém KSE        | 24  | 14 | 12 | 0 | 2  | 468 | 408 | +60  | 1/4 de finale |  | —     | 33–32 | 32–33 | 41–28 | 36–24 | 30–26 | 33–26 | 34–32 |
| 2    | Sporting Portugal   | 18  | 14 | 8  | 2 | 4  | 454 | 399 | +55  | 1/4 de finale |  | 39–30 | —     | 35–33 | 39–28 | 34–25 | 34–29 | 30–24 | 32–29 |
| 3    | Füchse Berlin       | 18  | 14 | 9  | 0 | 5  | 469 | 440 | +29  | Barrages      |  | 31–32 | 33–32 | —     | 38–40 | 38–29 | 25–24 | 39–29 | 36–29 |
| 4    | Paris Saint-Germain | 18  | 14 | 9  | 0 | 5  | 462 | 456 | +6   | Barrages      |  | 33–37 | 30–28 | 34–37 | —     | 35–32 | 28–31 | 31–29 | 38–30 |
| 5    | Dinamo Bucarest     | 12  | 14 | 6  | 0 | 8  | 426 | 439 | −13  | Barrages      |  | 26–33 | 33–29 | 38–31 | 33–40 | —     | 26–27 | 34–25 | 37–28 |
| 6    | Wisła Płock         | 11  | 14 | 5  | 1 | 8  | 370 | 366 | +4   | Barrages      |  | 24–27 | 29–29 | 32–27 | 23–24 | 26–28 | —     | 26–18 | 30–21 |
| 7    | Eurofarm Pelister   | 8   | 14 | 3  | 2 | 9  | 346 | 406 | −60  | Éliminé       |  | 23–30 | 24–24 | 22–30 | 26–35 | 25–24 | 21–18 | —     | 29–29 |
| 8    | Fredericia HK       | 3   | 14 | 1  | 1 | 12 | 395 | 476 | −81  | Éliminé       |  | 31–40 | 19–37 | 32–38 | 32–38 | 32–37 | 28–25 | 23–25 | —     |

1. 1 2 3  Sporting 4 pts, +10 diff; Berlin 4 pts, 0 diff; Paris 4 pts, −10 diff.

### Groupe B
| Rang | Équipe           | Pts | J  | G  | N | P  | Bp  | Bc  | Diff | Qualification |  | BAR   | AAL   | NAN   | MAG   | SZE   | KIE   | KOL   | ZAG   |
| ---- | ---------------- | --- | -- | -- | - | -- | --- | --- | ---- | ------------- |  | ----- | ----- | ----- | ----- | ----- | ----- | ----- | ----- |
| 1    | FC Barcelone     | 22  | 14 | 10 | 2 | 2  | 454 | 409 | +45  | 1/4 de finale |  | —     | 35–27 | 36–30 | 32–26 | 31–30 | 30–28 | 36–27 | 38–30 |
| 2    | Aalborg Håndbold | 18  | 14 | 8  | 2 | 4  | 434 | 421 | +13  | 1/4 de finale |  | 36–35 | —     | 38–31 | 33–33 | 29–28 | 34–26 | 30–28 | 33–30 |
| 3    | HBC Nantes       | 17  | 14 | 7  | 3 | 4  | 426 | 407 | +19  | Barrages      |  | 31–31 | 29–29 | —     | 29–28 | 32–29 | 23–20 | 44–27 | 32–29 |
| 4    | SC Magdebourg    | 13  | 14 | 6  | 1 | 7  | 404 | 389 | +15  | Barrages      |  | 28–23 | 32–31 | 28–32 | —     | 31–24 | 26–27 | 33–25 | 36–24 |
| 5    | SC Pick Szeged   | 13  | 14 | 6  | 1 | 7  | 421 | 422 | −1   | Barrages      |  | 29–29 | 30–32 | 33–32 | 31–29 | —     | 28–27 | 27–29 | 26–27 |
| 6    | KS Kielce        | 11  | 14 | 5  | 1 | 8  | 389 | 411 | −22  | Barrages      |  | 28–32 | 28–35 | 28–28 | 25–29 | 31–35 | —     | 31–30 | 30–23 |
| 7    | Kolstad Håndball | 11  | 14 | 5  | 1 | 8  | 400 | 434 | −34  | Éliminé       |  | 30–35 | 25–24 | 29–28 | 31–27 | 33–36 | 32–33 | —     | 29–25 |
| 8    | RK Zagreb        | 7   | 14 | 3  | 1 | 10 | 373 | 408 | −35  | Éliminé       |  | 29–31 | 31–23 | 22–25 | 22–18 | 30–35 | 26–27 | 25–25 | —     |

1. 1 2  Magdeburg 2 pts, +5 diff; Szeged 2 pts, −5 diff.
2. 1 2  Kielce 4 pts; Kolstad 0 pts.

## Phase à élimination directe
|  | Barrages      | Barrages            | Barrages      | Barrages          |    |                | Quarts de finale | Quarts de finale | Quarts de finale | Quarts de finale |                 |                 | Demi-finales (tirage au sort) | Demi-finales (tirage au sort) | Demi-finales (tirage au sort) | Demi-finales (tirage au sort) |  |  | Finale | Finale | Finale | Finale |
|  |               |                     |               |                   |    |                |                  |                  |                  |                  |                 |                 |                               |                               |                               |                               |  |  |        |        |        |        |
|  |               |                     |               |                   |    |                |                  |                  |                  |                  |                 |                 |                               |                               |                               |                               |  |  |        |        |        |        |
|  | B6            | KS Kielce           | 27            | 37                |    |                |                  |                  |                  |                  |                 |                 |                               |                               |                               |                               |  |  |        |        |        |        |
|  | B6            | KS Kielce           | 27            | 37                |    |                |                  |                  |                  |                  |                 |                 |                               |                               |                               |                               |  |  |        |        |        |        |
|  | A3            | Füchse Berlin       | 33            | 37                |    |                |                  |                  |                  |                  |                 |                 |                               |                               |                               |                               |  |  |        |        |        |        |
|  | A3            | Füchse Berlin       | 33            | 37                | A3 | Füchse Berlin  | 37               | 40               |                  |                  |                 |                 |                               |                               |                               |                               |  |  |        |        |        |        |
|  |               |                     |               |                   | A3 | Füchse Berlin  | 37               | 40               |                  |                  |                 |                 |                               |                               |                               |                               |  |  |        |        |        |        |
|  |               |                     | B2            | Aalborg Håndbold  | 29 | 36             |                  |                  |                  |                  |                 |                 |                               |                               |                               |                               |  |  |        |        |        |        |
|  |               |                     |               |                   | 29 | 36             |                  |                  |                  |                  |                 |                 |                               |                               |                               |                               |  |  |        |        |        |        |
|  |               |                     |               |                   |    |                |                  |                  |                  |                  |                 |                 |                               |                               |                               |                               |  |  |        |        |        |        |
|  |               |                     |               |                   |    |                |                  |                  |                  |                  |                 |                 |                               |                               |                               |                               |  |  |        |        |        |        |
|  | Füchse Berlin | Füchse Berlin       | 34            | 34                |    |                |                  |                  |                  |                  |                 |                 |                               |                               |                               |                               |  |  |        |        |        |        |
|  | Füchse Berlin | Füchse Berlin       | 34            | 34                |    |                |                  |                  |                  |                  |                 |                 |                               |                               |                               |                               |  |  |        |        |        |        |
|  |               |                     | HBC Nantes    | HBC Nantes        | 24 | 24             |                  |                  |                  |                  |                 |                 |                               |                               |                               |                               |  |  |        |        |        |        |
|  | A6            | Wisła Płock         | HBC Nantes    | HBC Nantes        | 24 | 24             | 28               | 24               |                  |                  |                 |                 |                               |                               |                               |                               |  |  |        |        |        |        |
|  | A6            | Wisła Płock         |               |                   |    |                |                  | 24               |                  |                  |                 |                 |                               |                               |                               |                               |  |  |        |        |        |        |
|  | B3            | HBC Nantes          | 25            | 29                |    |                |                  |                  |                  |                  |                 |                 |                               |                               |                               |                               |  |  |        |        |        |        |
|  | B3            | HBC Nantes          | 25            | 29                | B3 | HBC Nantes     | 28               | 32               |                  |                  |                 |                 |                               |                               |                               |                               |  |  |        |        |        |        |
|  |               |                     |               |                   | B3 | HBC Nantes     | 28               | 32               |                  |                  |                 |                 |                               |                               |                               |                               |  |  |        |        |        |        |
|  |               |                     | A2            | Sporting Portugal | 27 | 30             |                  |                  |                  |                  |                 |                 |                               |                               |                               |                               |  |  |        |        |        |        |
|  |               |                     |               |                   | 27 | 30             |                  |                  |                  |                  |                 |                 |                               |                               |                               |                               |  |  |        |        |        |        |
|  |               |                     |               |                   |    |                |                  |                  |                  |                  |                 |                 |                               |                               |                               |                               |  |  |        |        |        |        |
|  |               |                     |               |                   |    |                |                  |                  |                  |                  |                 |                 |                               |                               |                               |                               |  |  |        |        |        |        |
|  | Füchse Berlin | Füchse Berlin       | 26            | 26                |    |                |                  |                  |                  |                  |                 |                 |                               |                               |                               |                               |  |  |        |        |        |        |
|  | Füchse Berlin | Füchse Berlin       | 26            | 26                |    |                |                  |                  |                  |                  |                 |                 |                               |                               |                               |                               |  |  |        |        |        |        |
|  |               |                     | SC Magdebourg | SC Magdebourg     | 32 | 32             |                  |                  |                  |                  |                 |                 |                               |                               |                               |                               |  |  |        |        |        |        |
|  | B5            | SC Pick Szeged      | SC Magdebourg | SC Magdebourg     | 32 | 32             | 30               | 35               |                  |                  |                 |                 |                               |                               |                               |                               |  |  |        |        |        |        |
|  | B5            | SC Pick Szeged      |               |                   |    |                |                  | 35               |                  |                  |                 |                 |                               |                               |                               |                               |  |  |        |        |        |        |
|  | A4            | Paris Saint-Germain | 31            | 25                |    |                |                  |                  |                  |                  |                 |                 |                               |                               |                               |                               |  |  |        |        |        |        |
|  | A4            | Paris Saint-Germain | 31            | 25                | B5 | SC Pick Szeged | 24               | 30               |                  |                  |                 |                 |                               |                               |                               |                               |  |  |        |        |        |        |
|  |               |                     |               |                   | B5 | SC Pick Szeged | 24               | 30               |                  |                  |                 |                 |                               |                               |                               |                               |  |  |        |        |        |        |
|  |               |                     | B1            | FC Barcelone      | 27 | 29             |                  |                  |                  |                  |                 |                 |                               |                               |                               |                               |  |  |        |        |        |        |
|  |               |                     |               |                   | 27 | 29             |                  |                  |                  |                  |                 |                 |                               |                               |                               |                               |  |  |        |        |        |        |
|  |               |                     |               |                   |    |                |                  |                  |                  |                  |                 |                 |                               |                               |                               |                               |  |  |        |        |        |        |
|  |               |                     |               |                   |    |                |                  |                  |                  |                  |                 |                 |                               |                               |                               |                               |  |  |        |        |        |        |
|  | FC Barcelone  | FC Barcelone        | 30            | 30                |    |                |                  |                  |                  |                  |                 |                 |                               |                               |                               |                               |  |  |        |        |        |        |
|  | FC Barcelone  | FC Barcelone        | 30            | 30                |    |                |                  |                  |                  |                  |                 |                 |                               |                               |                               |                               |  |  |        |        |        |        |
|  |               |                     | SC Magdebourg | SC Magdebourg     | 31 | 31             |                  |                  |                  |                  |                 |                 |                               |                               |                               |                               |  |  |        |        |        |        |
|  | A5            | Dinamo Bucarest     | SC Magdebourg | SC Magdebourg     | 31 | 31             | 26               | 29               |                  |                  |                 |                 |                               |                               |                               |                               |  |  |        |        |        |        |
|  | A5            | Dinamo Bucarest     |               |                   |    |                |                  | 29               |                  |                  |                 |                 |                               |                               |                               |                               |  |  |        |        |        |        |
|  | B4            | SC Magdebourg       | 30            | 35                |    |                |                  |                  |                  |                  |                 |                 |                               |                               |                               |                               |  |  |        |        |        |        |
|  | B4            | SC Magdebourg       | 30            | 35                | B4 | SC Magdebourg  | 26               | 28               | Troisième place  | Troisième place  | Troisième place | Troisième place |                               |                               |                               |                               |  |  |        |        |        |        |
|  |               |                     |               |                   | B4 | SC Magdebourg  | 26               | 28               | Troisième place  | Troisième place  | Troisième place | Troisième place |                               |                               |                               |                               |  |  |        |        |        |        |
|  |               |                     | A1            | Veszprém KSE      | 26 | 27             |                  |                  |                  |                  |                 |                 |                               |                               |                               |                               |  |  |        |        |        |        |
|  |               |                     |               |                   | 26 | 27             |                  |                  |                  |                  |                 |                 |                               |                               |                               |                               |  |  |        |        |        |        |
|  |               |                     |               |                   |    |                |                  | HBC Nantes       | HBC Nantes       | 30               | 30              |                 |                               |                               |                               |                               |  |  |        |        |        |        |
|  |               |                     |               |                   |    |                |                  | HBC Nantes       | HBC Nantes       | 30               | 30              |                 |                               |                               |                               |                               |  |  |        |        |        |        |
|  | FC Barcelone  | FC Barcelone        | 25            | 25                |    |                |                  |                  |                  |                  |                 |                 |                               |                               |                               |                               |  |  |        |        |        |        |
|  |               |                     |               |                   |    |                |                  |                  |                  |                  |                 |                 |                               |                               |                               |                               |  |  |        |        |        |        |

### Barrages
Les barrages aller ont lieu les mercredi 26 et jeudi 27 mars 2025. Les matchs retour se déroulent la semaine suivante, les mercredi 2 et jeudi 3 avril.
| Équipe 1          | Score   | Équipe 2            | Aller   | Retour  |
| ----------------- | ------- | ------------------- | ------- | ------- |
| KS Kielce         | 64 – 70 | Füchse Berlin       | 27 – 33 | 37 – 37 |
| Orlen Wisła Płock | 52 – 54 | HBC Nantes          | 28 – 25 | 24 – 29 |
| SC Pick Szeged    | 65 – 56 | Paris Saint-Germain | 30 – 31 | 35 – 25 |
| Dinamo Bucarest   | 55 – 65 | SC Magdebourg       | 26 – 30 | 29 – 35 |

### Quarts de finale
Les quarts de finale aller ont lieu les 23 et 24 avril 2025 et les matchs retour la semaine suivante, les 30 avril et 1er mai.
| Équipe 1       | Score   | Équipe 2         | Aller   | Retour  |
| -------------- | ------- | ---------------- | ------- | ------- |
| SC Magdebourg  | 54 – 53 | Veszprém KSE     | 26 – 26 | 28 – 27 |
| SC Pick Szeged | 54 – 56 | FC Barcelone     | 24 – 27 | 30 – 29 |
| HBC Nantes     | 60 – 57 | Sporting CP      | 28 – 27 | 32 – 30 |
| Füchse Berlin  | 77 – 65 | Aalborg Håndbold | 37 – 29 | 40 – 36 |

### Finale à quatre
La Finale à quatre (ou en anglais : Final Four) est programmée les 14 et 15 juin 2025 dans la Lanxess Arena de Cologne en Allemagne. 
Un tirage au sort, qui détermine les équipes qui s'affrontent en demi-finales, a été effectué le 2 mai au lendemain des quarts de finale.
|  | Demi-finales        | Demi-finales        | Demi-finales        | Demi-finales        |                               |               | Finale              | Finale              | Finale              | Finale              |
|  |                     |                     |                     |                     |                               |               |                     |                     |                     |                     |
|  | 14 juin 2025, 15h15 | 14 juin 2025, 15h15 | 14 juin 2025, 15h15 | 14 juin 2025, 15h15 |                               |               | 15 juin 2025, 18h00 | 15 juin 2025, 18h00 | 15 juin 2025, 18h00 | 15 juin 2025, 18h00 |
|  | Füchse Berlin       | Füchse Berlin       | 34                  | 34                  |                               |               | 15 juin 2025, 18h00 | 15 juin 2025, 18h00 | 15 juin 2025, 18h00 | 15 juin 2025, 18h00 |
|  | Füchse Berlin       | Füchse Berlin       | 34                  | 34                  |                               |               | 15 juin 2025, 18h00 | 15 juin 2025, 18h00 | 15 juin 2025, 18h00 | 15 juin 2025, 18h00 |
|  | HBC Nantes          | HBC Nantes          | 24                  | 24                  |                               |               | 15 juin 2025, 18h00 | 15 juin 2025, 18h00 | 15 juin 2025, 18h00 | 15 juin 2025, 18h00 |
|  | HBC Nantes          | HBC Nantes          | 24                  | 24                  | Füchse Berlin                 | Füchse Berlin | 26                  | 26                  |                     |                     |
|  | 14 juin 2025, 18h00 |                     |                     |                     | Füchse Berlin                 | Füchse Berlin | 26                  | 26                  |                     |                     |
|  |                     |                     | SC Magdebourg       | SC Magdebourg       | 32                            | 32            |                     |                     |                     |                     |
|  | FC Barcelone        | FC Barcelone        | SC Magdebourg       | SC Magdebourg       | 32                            | 32            | 30                  | 30                  |                     |                     |
|  | FC Barcelone        | FC Barcelone        |                     |                     |                               |               |                     | 30                  |                     |                     |
|  | SC Magdebourg       | SC Magdebourg       | 31                  | 31                  |                               |               |                     |                     |                     |                     |
|  | SC Magdebourg       | SC Magdebourg       | 31                  | 31                  | Match pour la troisième place |               |                     |                     |                     |                     |
|  |                     |                     |                     |                     |                               |               |                     |                     |                     |                     |
|  | 15 juin 2025, 15h15 |                     |                     |                     |                               |               |                     |                     |                     |                     |
|  | HBC Nantes          | HBC Nantes          | 30                  | 30                  |                               |               |                     |                     |                     |                     |
|  | HBC Nantes          | HBC Nantes          | 30                  | 30                  |                               |               |                     |                     |                     |                     |
|  | FC Barcelone        | FC Barcelone        | 25                  | 25                  |                               |               |                     |                     |                     |                     |
|  | FC Barcelone        | FC Barcelone        | 25                  | 25                  |                               |               |                     |                     |                     |                     |

#### Demi-finales
| 14 juin 2025 15h00 | Füchse Berlin    | 34 – 24   | HBC Nantes        | Lanxess Arena, Cologne Affluence : 20 074 Arbitrage : Elíasson, Pálsson |
| 14 juin 2025 15h00 | Tim Freihöfer 10 | (18 – 12) | Nicolas Tournat 6 | Lanxess Arena, Cologne Affluence : 20 074 Arbitrage : Elíasson, Pálsson |
| 14 juin 2025 15h00 | ×5 ×1            | EHF       | ×1 ×6             | Lanxess Arena, Cologne Affluence : 20 074 Arbitrage : Elíasson, Pálsson |

| 14 juin 2025 18h00 | FC Barcelone | 30 – 31   | SC Magdebourg          | Lanxess Arena, Cologne Affluence : 20 074 Arbitrage : Nikolov, Nachevski |
| 14 juin 2025 18h00 | Dika Mem 8   | (18 – 18) | Ómar Ingi Magnússon 11 | Lanxess Arena, Cologne Affluence : 20 074 Arbitrage : Nikolov, Nachevski |
| 14 juin 2025 18h00 | ×2 ×3        | EHF       | ×4                     | Lanxess Arena, Cologne Affluence : 20 074 Arbitrage : Nikolov, Nachevski |

#### Match pour la3eplace
| 15 juin 2025 15h00 | HBC Nantes         | 30 – 25  | FC Barcelone        | Lanxess Arena, Cologne Affluence : 20 074 Arbitrage : A. & I. Covalciuc |
| 15 juin 2025 15h00 | Kauldi Odriozola 6 | (14 – 9) | Melvyn Richardson 8 | Lanxess Arena, Cologne Affluence : 20 074 Arbitrage : A. & I. Covalciuc |
| 15 juin 2025 15h00 | ×1                 | EHF      | ×4                  | Lanxess Arena, Cologne Affluence : 20 074 Arbitrage : A. & I. Covalciuc |

#### Finale
| 15 juin 2025 18h00 | Füchse Berlin              | 26 – 32 | SC Magdebourg        | Lanxess Arena, Cologne Affluence : 20 074 Arbitrage : Lah, Sok |
| 15 juin 2025 18h00 | Gidsel et West av Teigum 7 | (12–16) | Gísli Kristjánsson 8 | Lanxess Arena, Cologne Affluence : 20 074 Arbitrage : Lah, Sok |
| 15 juin 2025 18h00 | ×2 ×5                      | EHF     | ×1 ×2                | Lanxess Arena, Cologne Affluence : 20 074 Arbitrage : Lah, Sok |

## Les champions d'Europe
| Champion d'Europe - Ligue des champions 2024-2025 SC Magdebourg 5e titre |

L'effectif du SC Magdebourg pour la saison 2024-2025 était :
- Gardiens de but
  - 01  Sergey Hernández
  - 80  Nikola Portner
- Pivots
  - 09  Tim Zechel
  - 23  Magnus Saugstrup
  - 54  Oscar Bergendahl
- Ailiers gauches
  - 06  Matthias Musche
  - 22  Lukas Mertens
- Ailiers droits
  - 03  Isak Persson
  - 11  Daniel Pettersson
  - 17  Tim Hornke
- Arrières gauches
  - 15  Antonio Serradilla
  - 20  Philipp Weber
  - 34  Michael Damgaard
- Arrières droits
  - 14  Ómar Ingi Magnússon
  - 21  Albin Lagergren
- Demi-centres
  - 07  Felix Claar
  - 08  Manuel Zehnder
  - 10  Gísli Þorgeir Kristjánsson
  - 24  Christian O'Sullivan
- Staff
  - Entraîneur :  Bennet Wiegert (de)
  - Adjoint :  Yves Grafenhorst

## Statistiques et récompenses

### Meilleurs buteurs
Au terme de la compétition, les meilleurs buteurs sont :
| Rang | Joueur              | Club                 | Buts | Tirs | %      | Matchs | Moy. |
| ---- | ------------------- | -------------------- | ---- | ---- | ------ | ------ | ---- |
| 1    | Mathias Gidsel      | Füchse Berlin        | 135  | 187  | 72,2 % | 19     | 7,1  |
| 2    | Mario Šoštarič      | SC Pick Szeged       | 130  | 176  | 73,9 % | 18     | 7,2  |
| 3    | Lasse Andersson     | Füchse Berlin        | 115  | 169  | 68,0 % | 17     | 6,8  |
| 4    | Martim Costa        | Sporting CP          | 105  | 169  | 62,1 % | 16     | 6,6  |
| 5    | Kamil Syprzak       | Paris Saint-Germain  | 104  | 136  | 76,5 % | 15     | 6,9  |
| 6    | Valero Rivera       | HBC Nantes           | 88   | 114  | 77,2 % | 20     | 4,4  |
| 6    | Aymeric Minne       | HBC Nantes           | 88   | 117  | 75,2 % | 16     | 5,5  |
| 8    | Filip Kuzmanovski   | RK Eurofarm Pelister | 87   | 151  | 57,6 % | 14     | 6,2  |
| 9    | Tim Freihöfer       | Füchse Berlin        | 82   | 110  | 74,5 % | 15     | 5,5  |
| 10   | Ómar Ingi Magnússon | SC Magdebourg        | 79   | 107  | 73,8 % | 15     | 5,3  |
| 10   | Francisco Costa     | Sporting CP          | 79   | 123  | 64,2 % | 15     | 5,3  |
| 10   | Nedim Remili        | Veszprém KSE         | 79   | 124  | 63,7 % | 15     | 5,3  |